# Momias de Santa Elena

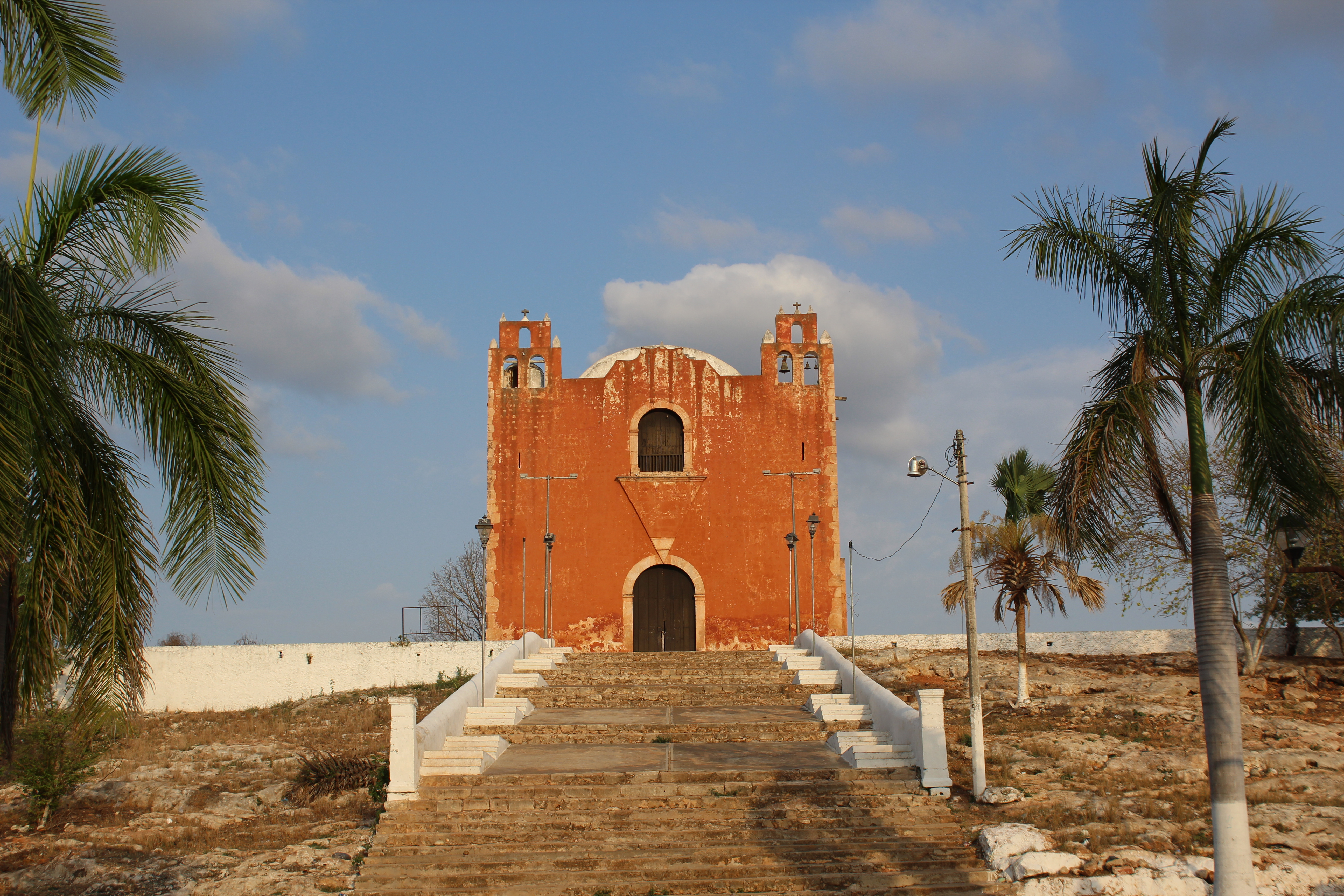
Iglesia de San Mateo ubicada en el centro del poblado de Santa Elena, lugar donde fueron encontradas las momias.

Las Momias de Santa Elena es el nombre con el que se conocen a los cuerpos encontrados en la Iglesia de San Mateo en Santa Elena, Yucatán.

## Descubrimiento
El templo de San Mateo, perteneciente a la Orden de San Francisco, fue construido al parecer en 1779 y en agosto de 1980 se realizaron algunos remozamientos durante los cuales se retiró el piso de la iglesia descubriendo 12 ataúdes que contenían los cuerpos de niños en parcial estado de momificación. Cinco fueron sepultados nuevamente, tres fueron trasladados a Mérida para su análisis forense y los cuatro restantes fueron entregados a personal del Instituto Nacional de Antropología e Historia para su análisis y conservación. Estos últimos fueron devueltos años después a su lugar de origen.

## Exhibición
Cuatro de los cuerpos se encuentran actualmente en exhibición en un museo acondicionado en la casa cural y corresponden a individuos del sexo femenino con edades que oscilan entre los tres y seis años y visten con prendas de algodón blanco con flores rosadas, amarillas y azules, calcetines, gorros y chales. Tienen los brazos cruzados sobre el regazo y una de ellas porta un abanico de papel de colores en sus manos entrelazadas. Los cuerpos conservan aún cabello, uñas, pestañas, dientes y piel, pero no así sus órganos internos, e inicialmente se pensó que correspondían a individuos adultos de baja estatura.
Los cuerpos fueron depositados en cajas de madera de cedro adornadas con pinturas de colores y con piso cuyos tablones separados en sus uniones. Se cree que el tanino (de efecto bactericida) contenido por la madera, el clima, la cal arrojada en el piso de la fosa donde fueron sepultados, así como las ranuras del piso del ataúd (que permitieron a los fluidos desprendidos durante la descomposición de los cadáveres), permitieron su conservación.

## Identidades
Se presume que podrían tratarse de hijos de un grupo de alemanes que emigraron a Yucatán en el siglo XIX, aunque también se especula que pudieron ser hijos de familias pudientes del poblado o haciendas vecinas, ya que todos se tuvieron el privilegio de la época de ser sepultados cerca del altar con la cabeza apuntando a él, como lo hacen actualmente también las momias exhibidas en el museo del lugar.